# Harris Hill (kulle i Antarktis)
Harris Hill är en kulle i Antarktis. Den ligger i Östantarktis. Nya Zeeland gör anspråk på området. Toppen på Harris Hill är 900 meter över havet.
Terrängen runt Harris Hill är huvudsakligen kuperad, men västerut är den bergig. Trakten är obefolkad. Det finns inga samhällen i närheten. 